# Tetrastigma nilagiricum
Tetrastigma nilagiricum là một loài thực vật hai lá mầm trong họ Nho. Loài này được (Miq.) B.V. Shetty miêu tả khoa học đầu tiên năm 1989.